# Réserve naturelle nationale du Mas Larrieu
La réserve naturelle nationale du Mas Larrieu (RNN70) est une réserve naturelle nationale située en Occitanie en bord de mer. Créée en 1984, elle occupe 145 ha de part et d'autre de l'embouchure du Tech et protège des forêts riveraines.

## Localisation
La réserve naturelle se situe en Occitanie dans les Pyrénées-Orientales sur les communes d'Argelès-sur-Mer et d'Elne. Le territoire a la forme d'un triangle en bordure de mer autour de l'embouchure du Tech. La partie sur le domaine public maritime s'étend de l'ancien lit du Tech (au Nord) au "grau" de la Riberette (au Sud). L'altitude maximum est de 12 m.

## Écologie (biodiversité, intérêt écopaysager…)

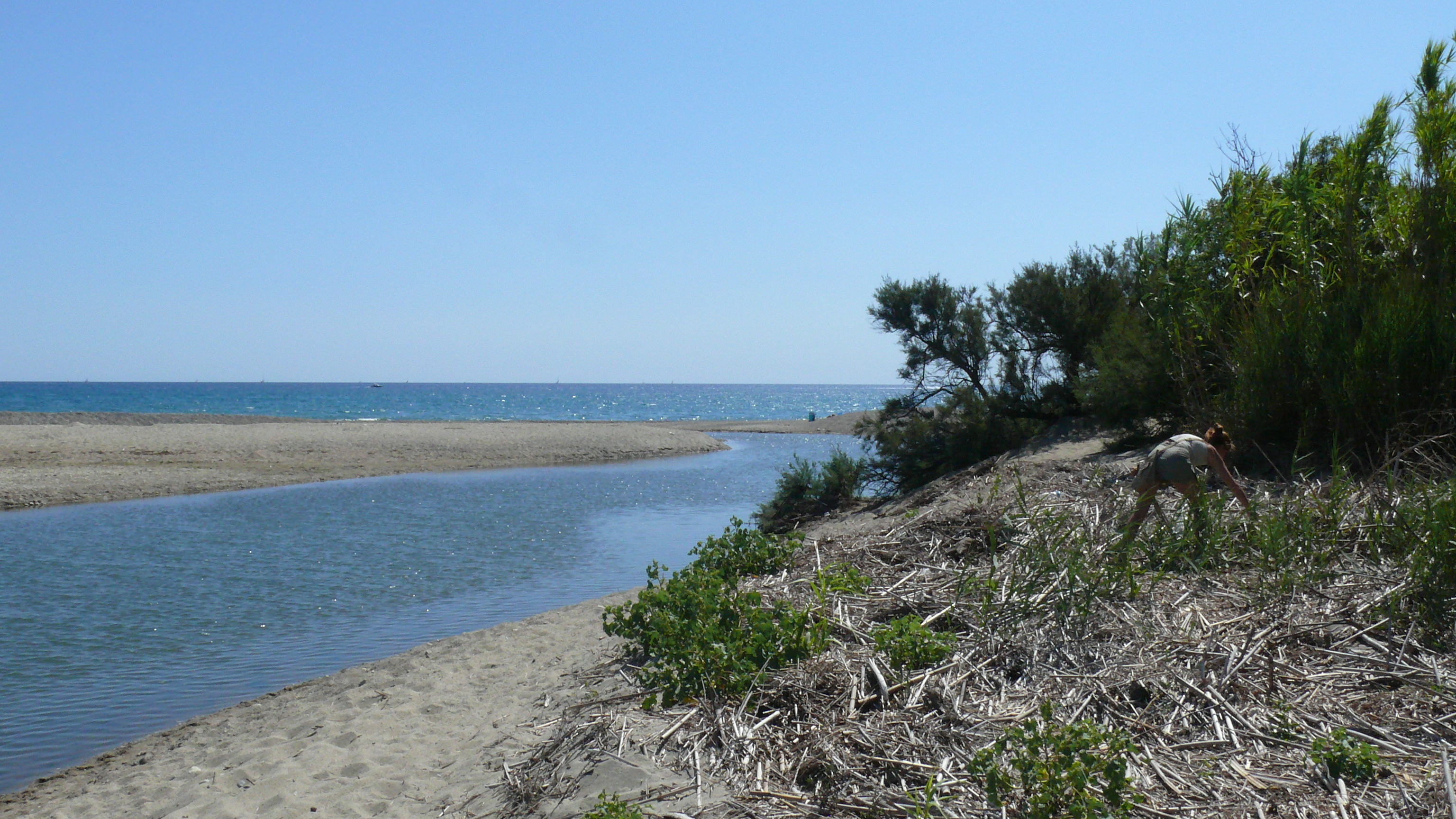
Embouchure du Tech.

Le site comprend 3 grands types de milieux : des plages, des roselières et des forêts riveraines. Sur le littoral, on trouve du sable nu et quelques dunes. Les plus proches du rivage sont mobiles. Plus en arrière, elles ont été fixées par la végétation. Les roselières sont essentiellement constituées de canne de Provence qui forme des groupements denses le long des rives du Tech en alternance avec la ripisylve qui abrite une grande richesse floristique.

### Climat

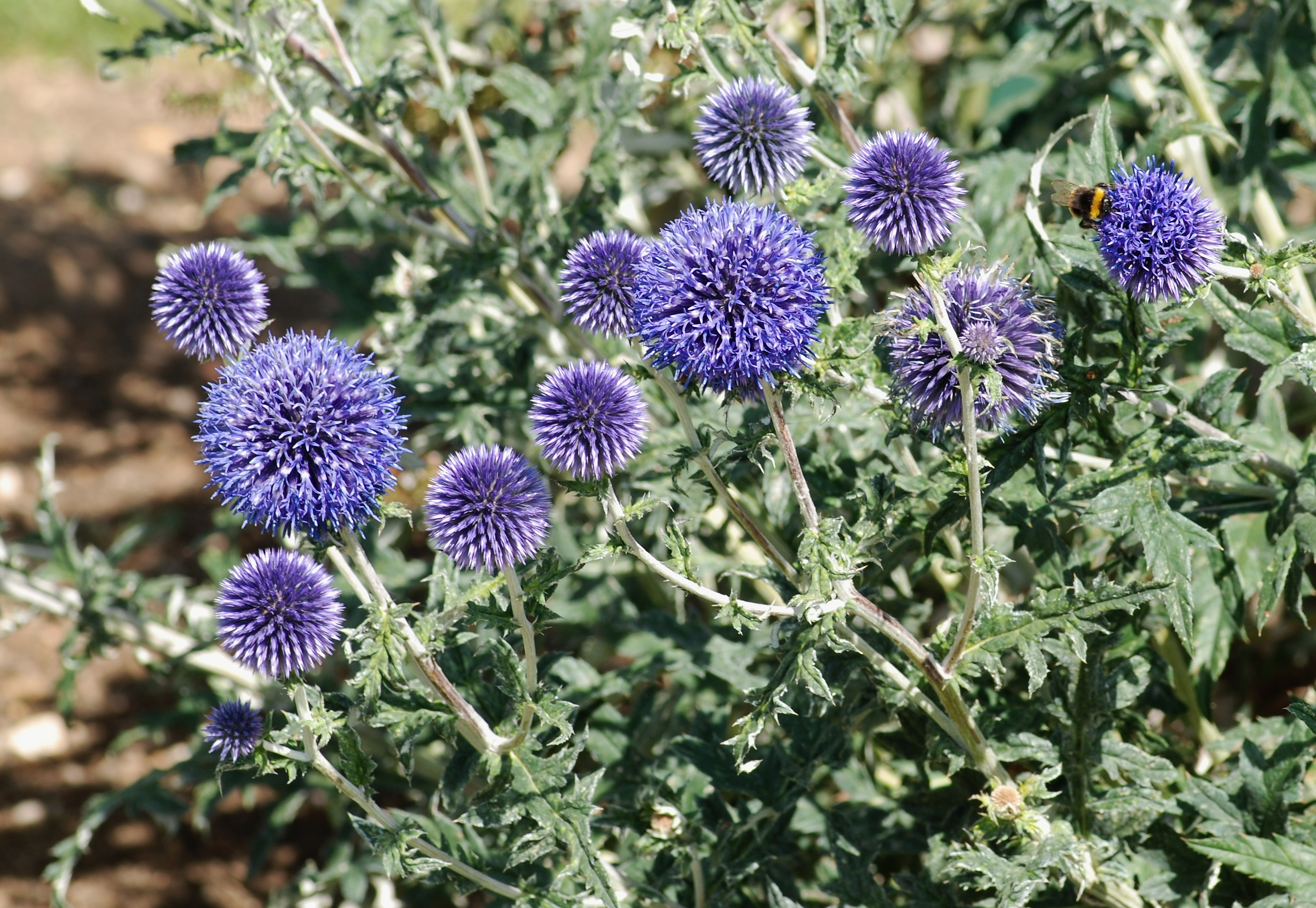
Oursin bleu.

Le climat du site est de type méditerranéen subhumide. La pluviométrie moyenne atteint 700 mm, ce qui dépasse celle de la plaine du Roussillon. La moyenne annuelle des températures est de 15 °C mais on constate de grandes variations.

### Géologie
La géologie du sous-sol correspond aux alluvions pliocènes de l'ancien golfe du Roussillon qui ont été recouverts par les apports quaternaires. Le lit du Tech correspond à des limons plus récents.

### Flore

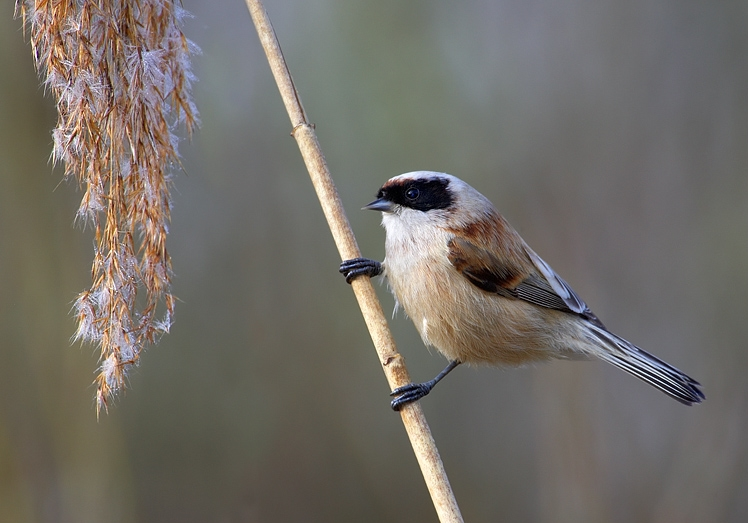
Rémiz penduline.

La flore des zones littorales comprend le Chiendent des sables, l'Oyat, le Panicaut maritime, l'Euphorbe des rivages, le Liseron des sables. Dans les dunes poussent l'Oursin bleu et le Raisin de mer.
Les berges du Tech comptent 42 espèces ligneuses. On y trouve l'Érable champêtre, l'Aulne, le Frêne, le Peuplier blanc et le Peuplier noir.

### Faune
L'intérêt faunistique du site est surtout entomologique. On y trouve une grande diversité de libellules. Les reptiles comptent le Lézard ocellé. Les berges du Tech servent d'abri et de perchoir à de nombreuses espèces d'oiseaux comme la Rémiz penduline.

## Intérêt touristique et pédagogique

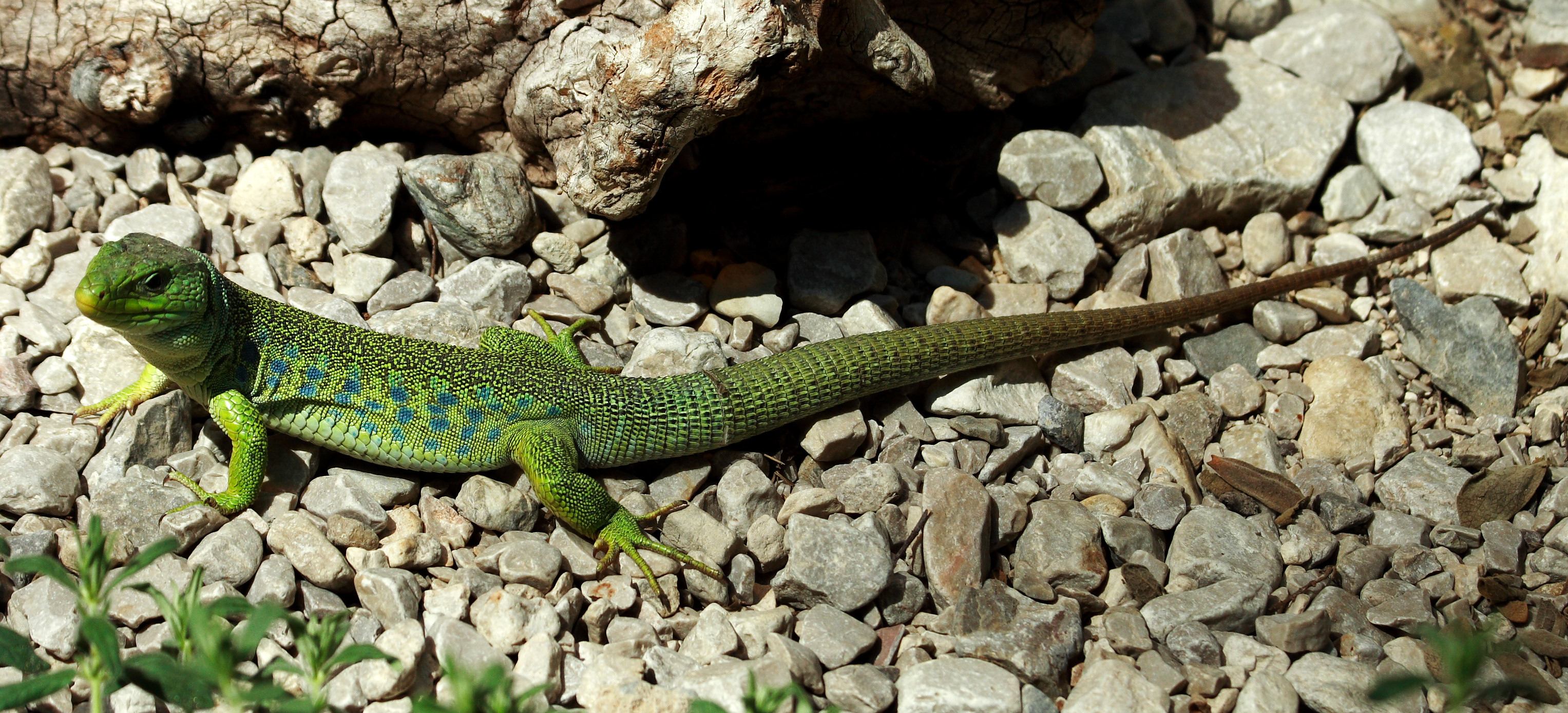
Lézard ocellé.

Pour le grand public, le Mas Larrieu est surtout une plage, associée à des activités de loisir.

## Administration, plan de gestion, règlement

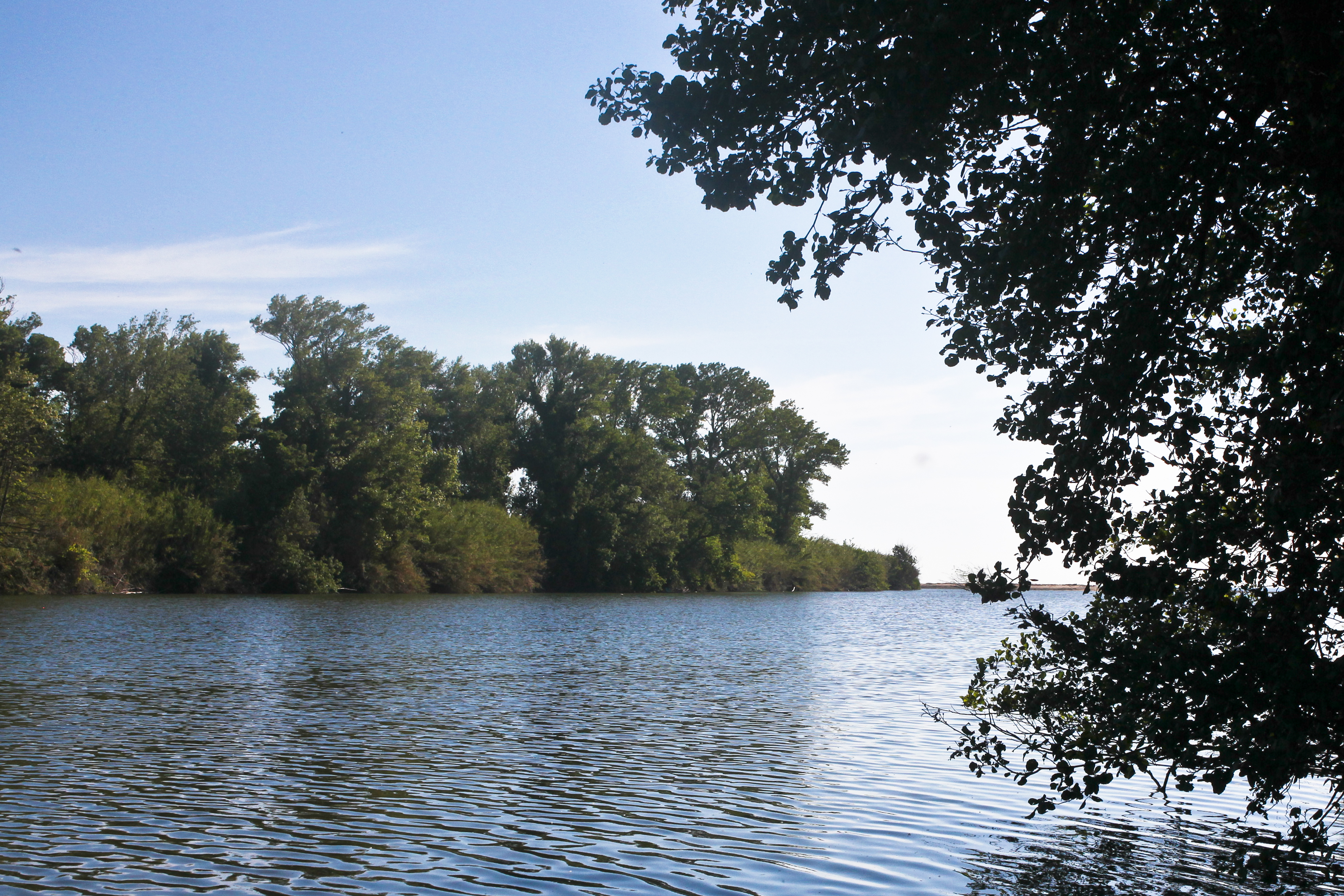
Le Tech.

La réserve naturelle est gérée par la Fédération des réserves naturelles catalanes et la commune d'Argelès-sur-Mer.

### Outils et statut juridique
La réserve naturelle a été créée par un décret du 17 juillet 1984.